# Mazuleh
Mazuleh (tiếng Ả Rập: المعزولة) là một ngôi làng Syria nằm ở Darkush Nahiyah thuộc huyện Jisr al-Shughur, Idlib. Theo Cục Thống kê Trung ương Syria (CBS), Mazuleh có dân số 1358 trong cuộc điều tra dân số năm 2004.